# Municipio de Grover (Misuri)
El municipio de Grover (en inglés: Grover Township) es un municipio ubicado en el condado de Johnson en el estado estadounidense de Misuri. En el año 2010 tenía una población de 656 habitantes y una densidad poblacional de 5,19 personas por km².

## Geografía
El municipio de Grover se encuentra ubicado en las coordenadas 38°52′38″N 93°33′7″O / 38.87722, -93.55194. Según la Oficina del Censo de los Estados Unidos, el municipio tiene una superficie total de 126.5 km², de la cual 125,69 km² corresponden a tierra firme y (0,64 %) 0,81 km² es agua.

## Demografía
Según el censo de 2010, había 656 personas residiendo en el municipio de Grover. La densidad de población era de 5,19 hab./km². De los 656 habitantes, el municipio de Grover estaba compuesto por el 96,19 % blancos, el 1,37 % eran afroamericanos, el 0,15 % eran isleños del Pacífico, el 0,15 % eran de otras razas y el 2,13 % eran de una mezcla de razas. Del total de la población el 1,52 % eran hispanos o latinos de cualquier raza.